# Ove Sellberg
Ove Sellberg (Stockholm, 15 oktober 1959) is een Zweeds voormalig professioneel golfer.

## Professional
Sellberg werd in 1982 professional, en ging dat najaar naar de Tourschool. Hij was na Mats Lanner de tweede Zweed op de Europese PGA Tour.
Vijftien jaar lang speelde Sellberg op de Europese PGA Tour, waarbij hij de eerste acht jaar steeds in de top-100 eindigde en automatisch zijn spelerskaart verlengde. Hij was de eerste Zweedse speler die een toernooi op de Europese Tour won, toen hij in 1986 Howard Clark in de finale van het Epson Grand Prix of Europe versloeg. Verder was hij ook actief op de Telia Tour. Sellberg won uiteindelijk 3 toernooien op de Europese Tour.

### Overwinningen
| Jaar | Toernooi                    | Tour              |
| ---- | --------------------------- | ----------------- |
| 1983 | Saab Cup                    |                   |
| 1985 | Martini Cup                 | Telia Tour        |
| 1986 | Epson Grand Prix of Europe  | Europese PGA Tour |
| 1988 | Esab Open                   | Telia Tour        |
| 1989 | Open Renault de Baleares    | Europese PGA Tour |
| 1990 | Peugeot-Trends Belgian Open | Europese PGA Tour |

### Teamdeelnames
- Hennessy Cognac Cup: 1984
- Alfred Dunhill Cup: 1985, 1986, 1987, 1988, 1989, 1990
- World Cup: 1983, 1985, 1987, 1989

### Resultaten op deMajors
| Major                 | 1982 | 1983 | 1984 | 1985 | 1986 | 1987 | 1988 | 1989 | 1990 | 1991 | 1992 | 1993 | 1994 | 1995 | 1996 | 1997 | 1998 | 1999 | 2000 | 2001 | 2002 |
| --------------------- | ---- | ---- | ---- | ---- | ---- | ---- | ---- | ---- | ---- | ---- | ---- | ---- | ---- | ---- | ---- | ---- | ---- | ---- | ---- | ---- | ---- |
| The Open Championship |      |      |      | T32  | CUT  | T57  | CUT  |      |      |      |      |      |      |      |      |      |      |      |      |      |      |

CUT = miste de cut halverwege